# أوبونتو متة
أوبونتو متّة  (Ubuntu MATE) هي توزيعة لينكس حرّة ومفتوحة المصدر مبنيّة على أوبونتو. أحد الفروق الرئيسية التي تميزها عن أوبونتو هو أنها تأتي افتراضيًّا بيئة سطح المكتب متّة MATE المبنيّة بشكل أساسي على  جنوم 2 المستخدمة بإصدارات قديمة من أوبونتو والتي توقف إستخدامها من بعد الإصدار 11.04.

## وصلات خارجية
- الموقع الرسمي
- Ubuntu MATE على ديسترووتش.
- الموسوعة الرسميَّة